# Ташко Белчев
Д-р Ташко Д. Белчев (18 березня 1926 — 8 лютого 2015) — македонський славіст, палеолінгвіст, професор і науковець у галузі давньомакедонської цивілізації, писемності та культури. Засновник кафедри польської мови та літератури.

## Біографія
Народився 18 березня 1926 року в селі Пателе неподалік міста Флорина. Початкову освіту здобув у рідному селі, а середню освіту закінчив у Бітолі у 1947 році. Він був учасником громадянської війни в Греції в 1947—1949 роках. Як поранений партизан потрапив у польовий госпіталь в Гориці, Албанія, а потім з дружиною перебрався до Польщі. Вищу освіту здобув у Варшаві та Вроцлаві. У 1960 році повернувся до Македонії. Відтоді проживав у Скоп'є. У 1961 році працевлаштувався на філософському факультеті в Скоп'є як асистент кафедри славістики. Докторську дисертацію захистив у 1972 р. у Скоп'є, де працював доцентом на кафедрі славістики. Ташко Бєлчев — засновник кафедри полоністики (кафедри польської мови та літератури).

## Його твори

### Підручники
Він є автором чотирьох університетських підручників:
- «Синтаксис сучасної македонської літературної мови», Вроцлав 1957. Скоп'є 1980, видавець Фонографика, Скоп'є;
- «Огляд польської літератури», Просвітництво, Скоп'є 1979,
- «Російська мова для студентів філологічного факультету», Фонографика, Скоп'є 1984;
- «Російська мова для студентів економічного факультету», 1980 р. Видання Кирило-Мефодіївського університету.